# الكنيسة اليوحناوية
الكنيسة اليوحناوية، هو طائفة غنوصية مسيحي أسسها الكاهن الفرنسي بيرنارد رايموند فابر بالابرا في عام 1804. تلقت الكنيسة اليوحناوية اسمها الكامل في عام 1828 بعد اكتشاف فابري بالابرا المزعوم لإنجيل ليفيتكون. سُميت الكنيسة اليوحناوية بهذا الاسم لأنها تدعي استمرارية المسيحية اليوحناوية البدائية للقديسين يوحنا المعمدان و‌يوحنا الرسول و‌الكتابات المنسوبة ليوحنا.

## وصلات خارجية
- The Apostolic Johannite Church
- The Gnostic Wisdom Network
- Levitikon on Gallica website
- What is Gnosticism?